# Nantes-en-Ratier
Nantes-en-Ratier é uma comuna francesa na região administrativa de Auvérnia-Ródano-Alpes, no departamento de Isère.